# Mamu Kanjan
Mamu Kanjan é uma cidade do Paquistão localizada na província de Punjab.